# Association pour le Droit des Femmes
Association pour le Droit des Femmes eller La Société pour l'amélioration du sort des femmes var en fransk kvinnorättsorganisation, grundad 16 april 1870. Det var den första kvinnorättsföreningen i Frankrike. Syftet var att verka för lika rättigheter mellan könen. 
Föreningen grundades av Léon Richer och Maria Deraismes. Det var inte en ren kvinnoförening, utan hade medlemmar av båda könen.  Bland dess tongivande medlemmar fanns Amélie Bosquet, Euphémie Garcin, Nelly Lieuter, Gabriel Bovet, Marie Ferraud och Louis Jourdan. Det var en förening för bildade intellektuella som förespråkade lika rättigheter för könen i teorin, men ansåg att detta vore svårt att införa i praktiken eftersom majoriteten av kvinnor, på grund av dålig kunskap och utbildning, var konservativa genom en traditionell uppfostran och en dålig religiös bildning. Följaktligen var den för kvinnlig rösträtt i teorin, men förespråkade att kvinnors allmänna bildning måste höjas innan en sådan reform genomfördes för att förhindra att den ledde till att de flesta kvinnor röstade konservativt och därmed i själva verket motverkade större jämlikhet mellan könen. En av dess ledande medlemmar och delgrundare, Maria Deraismes, kom dock att ändra uppfattning och 1882 grunda en utbrytargrupp, Ligue Française pour le Droit des Femmes, som aktivt verkade för rösträtt. 